# 民族同志
民族同志（德語：Volksgenosse，缩写Vg.或Vgn.）是一个德语词汇，最早可追溯至1798年用作国民的代称。纳粹时期逐渐演变为指代具备同一德国血统的社会成员，属于民族共同体的一份子。

## 历史
1920年代，纳粹党的《二十五点纲领》第四条为“只有德意志同胞，才能取得德意志公民的资格；凡属德意志民族血统，不管其职业如何，方能为德意志国民。”希特勒在《我的奋斗》中提到了“民族-种族同志”（Volks- und Rassegenossen）的概念。
1933年纳粹党夺权后，民族同志一词被广泛使用。种族是判定是否为“民族同志”的首要条件，残疾人和反社会的人也不被视作民族同志。
1945年二战结束后，该词逐渐不被人所使用。